# Scythris arenicola
Scythris arenicola is een vlinder uit de familie dikkopmotten (Scythrididae). De wetenschappelijke naam is voor het eerst geldig gepubliceerd in 2005 door K. Nupponen.
De soort komt voor in Europa.